# رابرت دوور (ورزشکار)
رابرت دوور (انگلیسی: Robert Dover؛ زادهٔ june ۷, ۱۹۵۶ (۶۸ سال)) ورزشکار اهل ایالات متحده آمریکا است.
وی در مسابقات کشوری و بین‌المللی در مجموع برندهٔ ۵ مدال برنز شده‌است.